# Алабор, Клаудио
Клаудио Алабор (нем. Claudio Alabor, родился 20 января 1985 года) — лихтенштейнский футболист, полузащитник. Известен по выступлениям за клубы «Руггелль» и «Эшен-Маурен» в чемпионатах Швейцарии. За сборную Лихтенштейна сыграл 3 матча. Участник чемпионата Европы U-19 2003 года.

## Статистика в сборной
| 1 | 8 сентября 2004 | Словакия | 0:7 | Чемпионат мира 2006 (отборочный турнир) |
| 2 | 4 июня 2005     | Эстония  | 0:2 | Чемпионат мира 2006 (отборочный турнир) |
| 3 | 17 августа 2005 | Словакия | 0:0 | Чемпионат мира 2006 (отборочный турнир) |